# Хохберг, Ганс Генрих XV фон
 Медиафайлы на Викискладе
Ганс Генрих XV фон Хохберг, правильно Ханс-Хайнрих XV фон Хохберг (Плесс 23 апреля 1861 — Париж 31 января 1938) — 3-й и 7-й владетельный князь Плесский, граф фон Хохберг и барон Фюрстенштайнский. Германский и польский землевладелец и промышленник, государственный, общественный и политический деятель, военный, дипломат и спортсмен, меценат и филантроп. Глава аристократического рода фон Хохбергов, кандидат на польский престол.
В 1891—1922 годах был женат на Марии Терезии Оливии Хохберг фон Плесс, также известной как принцесса Дейзи.
Член одной из самых богатых европейских дворянских семей, он был владельцем больших имений и угольных шахт в Силезии (Польша), которые принесли ему огромное состояние, а его экстравагантный образ жизни в сочетании с катастрофическими событиями, политическими и семейными скандалами были лакомым кусочком для международного сообщества.
Историческая драма «Магнат» (1987) основана на жизни Ханса-Хайнриха между двумя мировыми войнами. В конечном итоге фильм стал одним из самых знаменитых в истории польского кинематографа.

## Биография

### Ранний период жизни

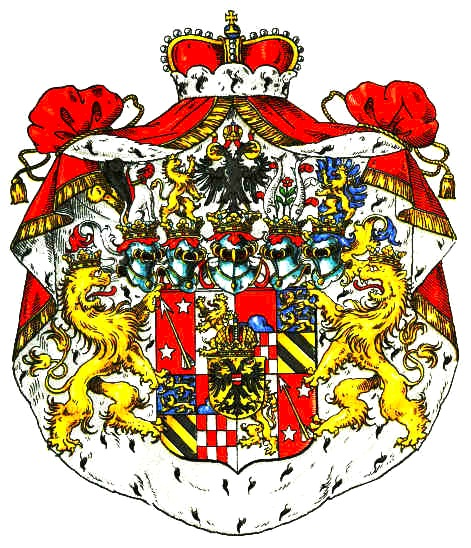
Герб князей Плесских из рода фон Хохберг.

Родился в фамильном замке в Плессе 23 апреля 1861 года первым ребёнком Генриха XI, 2-го князя Плесского и баронессы Марии фон Кляйст. Крестник Юлиуса фон дер Декена. После получения домашнего начального образования, в 1879 году окончил гимназию Святой Марии Магдалины в Бреслау, затем изучал экономику в Берлинском, Боннском и Женевском университетах. В 1881 году Ганс Генрих XV получил от Вильгельма I титул принца Плесского (нем. Prinz von Pless). В 1881—1882 годах он служил в императорской армии Германии, сначала добровольцем Королевского гусарского полка, а затем в Гусарской гвардии. Через два года он уволился из армии в чине лейтенанта. В 1882—1885 годах вместе с герцогом Иоганном-Альбрехтом Мекленбург-Шверинским участвовал в длительном, насыщенном событиями охотничьем путешествии по всему миру и посетил, среди прочего, Индию и Северную Америку. По возвращении он поступил на работу в Министерство иностранных дел в Берлине. Там он познакомился и подружился с молодым наследником престола Вильгельмом Гогенцоллерном (впоследствии императором Вильгельмом II). В 1886 году назначен атташе в Брюсселе, в 1889 году — 3-й секретарь в Париже, в 1890—1891 годах — 2-й секретарь в Лондоне, с 1892 года в отставке.

### Карьера и первый брак

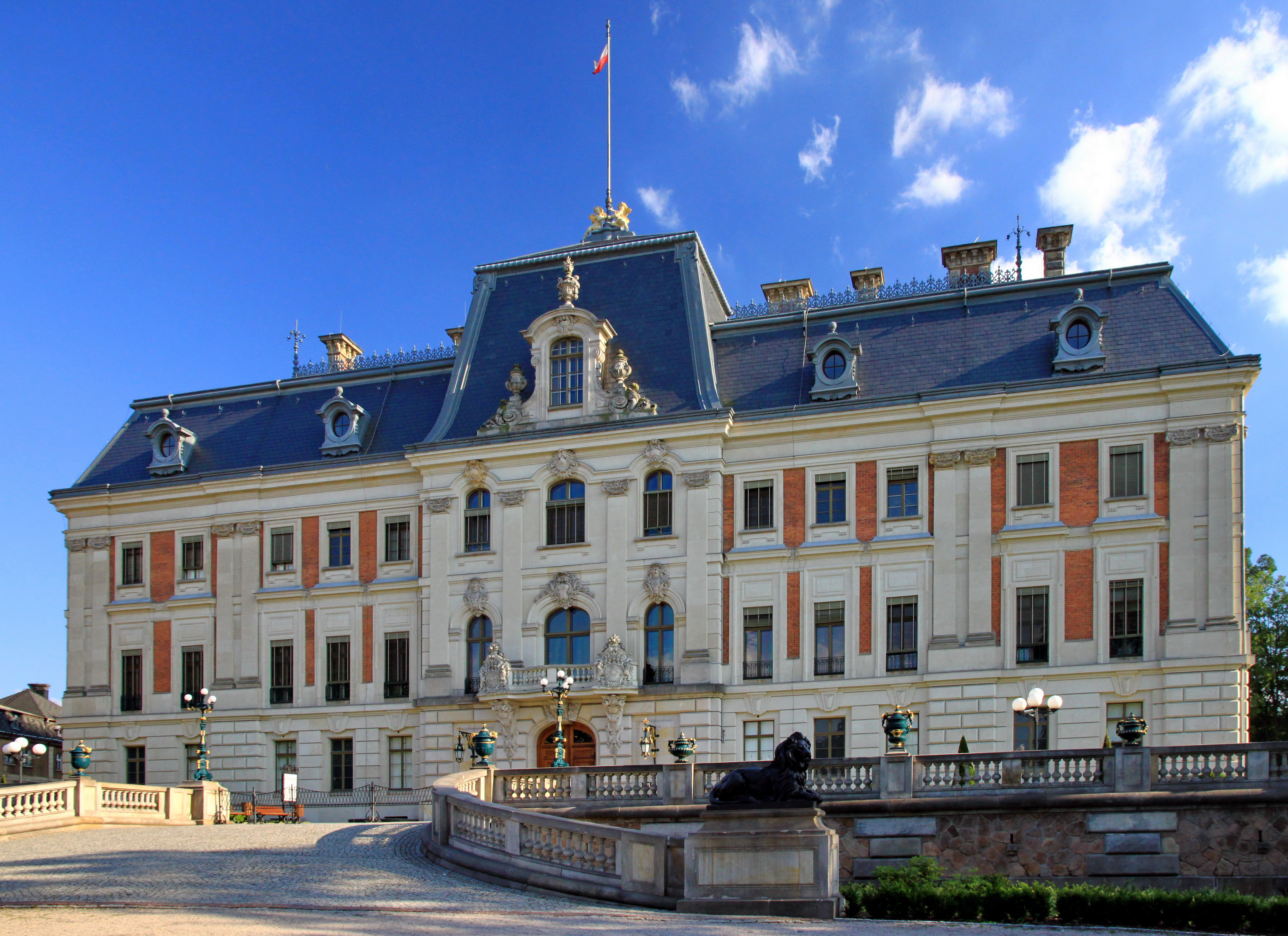
Замок Плесс в Пщине, официальная резиденция рода Хохберг

В 1890 году Ганс Генрих XV был удостоен должности секретаря посольства Германии в Лондоне. Там он познакомился и сделал предложение молодой Мэри Терезе Оливии Корнуоллис-Уэст (1873—1943), известной как Дейзи. Поскольку семья Корнуоллис-Уэст обеднела, Хохберги были вынуждены заплатить и организовать свадьбу. Церемония бракосочетания состоялась в церкви Святой Маргариты в Вестминстерском аббатстве 8 декабря 1891 года. Благословение на брак было дано британской королевой Викторией, а свидетелями были принц Уэльский и герцоги Коннотский и Текский . Они начали свою супружескую жизнь, путешествуя по Европе, Африке, Азии и Америке. В качестве свадебного подарка от старшего главы дома Ганса Генриха XI молодая пара получила замок Фюрстенштайн недалеко от Вальденбурга, где на протяжении всего своего брака принимала лучшую европейскую аристократию. У пары было четверо детей:
- дочь (Куорн Хаус 25 февраля 1893 — Куорн Хаус 11 марта 1893), похоронена в склепе при Фюрстенштайне, захоронение уничтожено.
- Ханс-Хайнрих XVII Вильгельм Альберт-Эдуард (Берлин 2 февраля 1900 — Лондон 26 января 1984).
- Александер Фридрих-Вильгельм Георг Конрад-Эрнст-Максимилиан (Лондон 1 февраля 1905 — Польенса 22 февраля 1984).
- Болько II Конрад Фридрих[пол.] (Гросс-Лихтерфельде 23 сентября 1910 — Пщина 22 июня 1936), крестник Германских кронпринца Вильгельма и кронпринцессы Цецилии. Страдал врождённым пороком сердца, в детстве нуждался в постоянном медицинском попечении. В 1934 году по требованию отца под угрозой лишения содержания и наследства женился на своей бывшей мачехе, его второй жене Клотильде де Сильва-и-Гонзалес де Кандамо, в браке родились двое детей. Весной 1936 года в Гляйвице Болько был задержан в гостинице, арестован Гестапо и доставлен в Берлин. Освобождён усилиями родителей с помощью польского посла в Берлине Юзефа Липского. Умер от сепсиса и похоронен в Пщине.

С 1902 года Ганс Генрих XV, как один из представителей прусской Палаты господ, был сторонником Свободно-консервативной партии, которая представляла и поддерживала интересы богатых и влиятельных землевладельцев. На уровне провинции Ганс Генрих XV занимал пост вице-президента Силезского воеводства (1897—1918), а также участвовал в работе провинциального парламента Силезии. Кроме того, он был председателем областного совета Плесса (Крайстаг). В ноябре 1902 года он совершил поездку в США в качестве дипломатического представителя германского кайзера Вильгельма II и принял участие в открытии Немецкой торговой палаты, посетил несколько промышленных предприятий (в том числе завод в Пенсильвании), и главным событием поездки стала поездка, посещение Белого дома и беседа с президентом Теодором Рузвельтом.

### Князь Плесса и второй брак
После смерти отца в 1907 году Ганс Генрих XV стал принцем Плесса и владельцем крупнейшего поместья в Германской империи — Плесс (Пщина) (около 40 тысяч гектаров земли, 6 угольных шахт, пивоварня в Тыхы и др.) и в Вальденбурге (Валбжих) (около 10 тыс. га и 3 угольные шахты). Эти активы систематически уменьшались из-за долгов, вызванных расточительным образом жизни семьи и огромными инвестициями в архитектуру (включая реконструкцию замка Ксёнж). Однако в 1914—1924 годах он сделал много промышленных инвестиций в Верхнюю и Нижнюю Силезию (расширение шахт). Он финансово поддерживал немецкие националистические организации (например, Deutscher Flottenverein), однако выступал против деятельности Ostmarkenverein в своих имениях в Верхней Силезии. Во время Первой мировой войны получил звание полковника и служил офицером. В 1915—1917 годах он сдал в аренду свой замок в Плессе немецкой армии. После войны все его владения в Плессе стали польскими, а город был переименован в Пщина.
В 1922 году он получил польское гражданство. Чтобы завоевать расположение польских властей, он часто полагался на свои пястовские корни и принимал в своих замках представителей польского политического истеблишмента. 22 октября того же года он развёлся с принцессой Дейзи.
Второй брак был заключён 25 января 1925 года в Лондоне с Клотильдой де Сильва-и-Гонзалес де Кандамо (Амстенраде 19 июля 1898 — Мюнхен 12 декабря 1978), дочерью французского финансиста Хозе, 10-го маркиза де Арсикольяр и Клотильды Гонзалес де Кандамо-и-Асенсиос, племянницы президента Перу Мануэля Кандамо. Брак был аннулирован в 1934 году. У них было двое детей:
- Беатрис Мария-Луиза Маргарет (Фюрстенштайн 15 июля 1929). Была дважды замужем и имеет детей.
- Конрад Йозеф Ханс (Фюрстенштайн 12 июня 1930 — Мюнхен 29 ноября 1934), умер от менингита, похоронен в склепе при Фюрстенштайне, захоронение уничтожено.

Этот брак был аннулирован в 1934 году из-за семейного скандала — связи младшего сына Ханса-Хайнриха XV — Болько с его бывшей мачехой. Впоследствии они поженились и у них родилось двое детей, Хедвиг и Болько Константин.
В результате мирового экономического кризиса нижнесилезские владения, принадлежавшие Хохбергам, оказались в долгах. В 1936 году, несмотря на давление кредиторов, Ханс-Хайнрих XV покинул Вальденбург (ныне Ксёнж) и приехал в Пщину, где его сын Ханс-Хайнрих XVII вёл налоговые споры с польскими властями, которые стали известны СМИ. В конце концов, сам Ханс-Хайнрих положил конец кризису, подписав в 1937 году соглашение, по которому Хохберги потеряли привилегию добычи полезных ископаемых в Пщине и потеряли контроль над налоговой системой. В итоге польское государство забрало 56 % его активов.

### Смерть и погребение

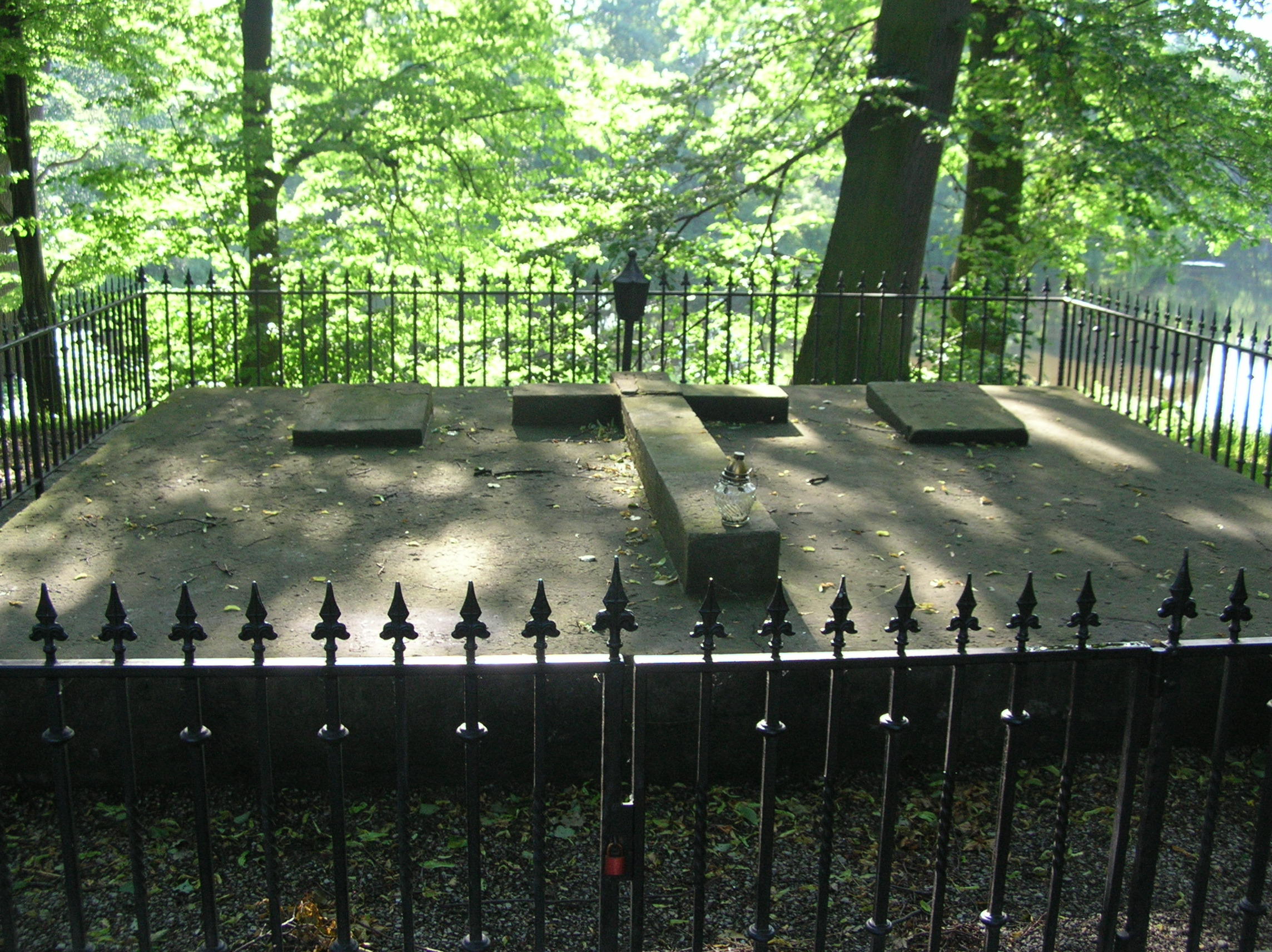
Могила Ханса-Хайнриха XV и его сына Болько на Кукушечьем холме в парке при Пщиньском замке.

76-летний князь Плесский скончался от сердечного приступа 31 января 1938 года в присутствии сына Александера и своего камердинера в номере отеля Риц в Париже, 5 февраля забальзамированное тело в махагоновом гробу было доставлено поездом в Пщину и 7 февраля и похоронено возле младшего сына. В похоронах плесского князя — самых многолюдных в истории Пщины, приняли участие 15 тысяч человек. Захоронение было временным, гробы Ханса-Хайнриха XV и Болько должны были быть перенесены в семейный склеп при Фюрстенштайне. В коммунистической Польше могила была повреждена, надгробия сброшены в пруд, в конце 1980-х годов сын Болько и внук Ганса Генриха XV князь Болько III с помощью сотрудников музея в Пщиньском замке восстановил захоронение.

## Память
- Магнат[англ.] (1987) и телевизионная версия Белая визитка[пол.] — Ян Новицкий в роли Ганса Генриха XV.

## Титулы
- 23 апреля 1861 — 3 августа 1881 — Граф фон Хохберг, барон Фюрстенштайнский
- 3 августа 1881 — 14 августа 1907 — Его Княжеская милость Принц Плесский, граф фон Хохберг, барон Фюрстенштайнский
- 14 августа 1907 — 31 января 1938 — Его Светлость Князь Плесский, граф фон Хохберг, барон Фюрстенштайнский

## Галерея

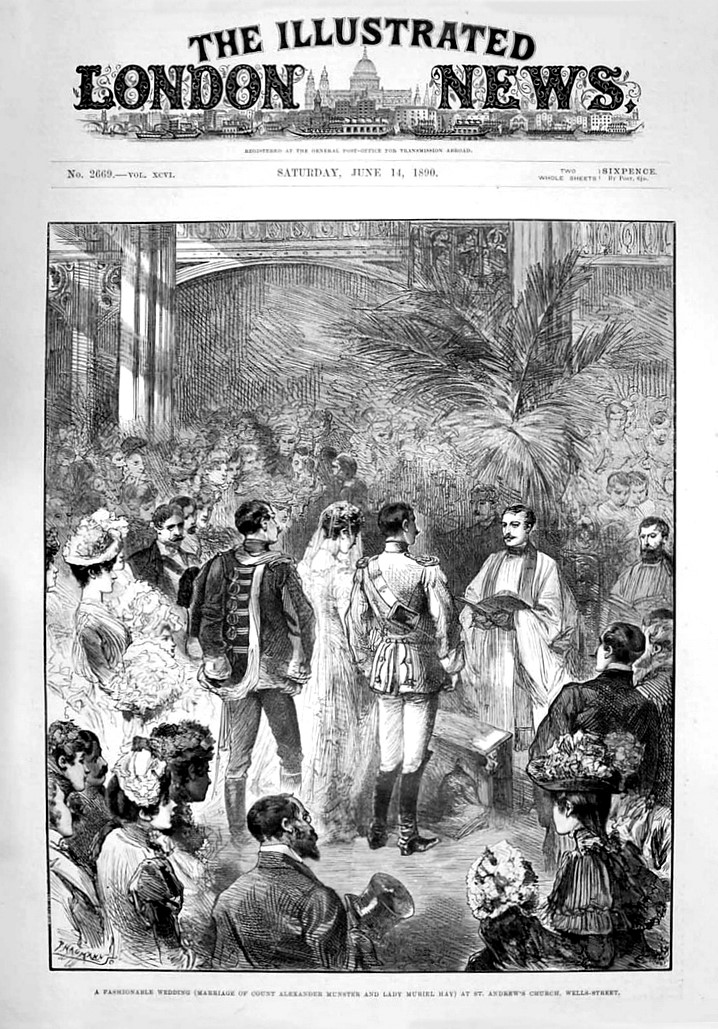
Принц Плесский — шафер (стоит в пол-оборота в центре в гусарском мундире) на бракосочетании своего друга графа Александера Мюнстер-Дернебургского[нем.] в Лондоне в 1890 году[11]. Рисунок на обложке журнала The Illustrated London News от 14 июня 1890 года.
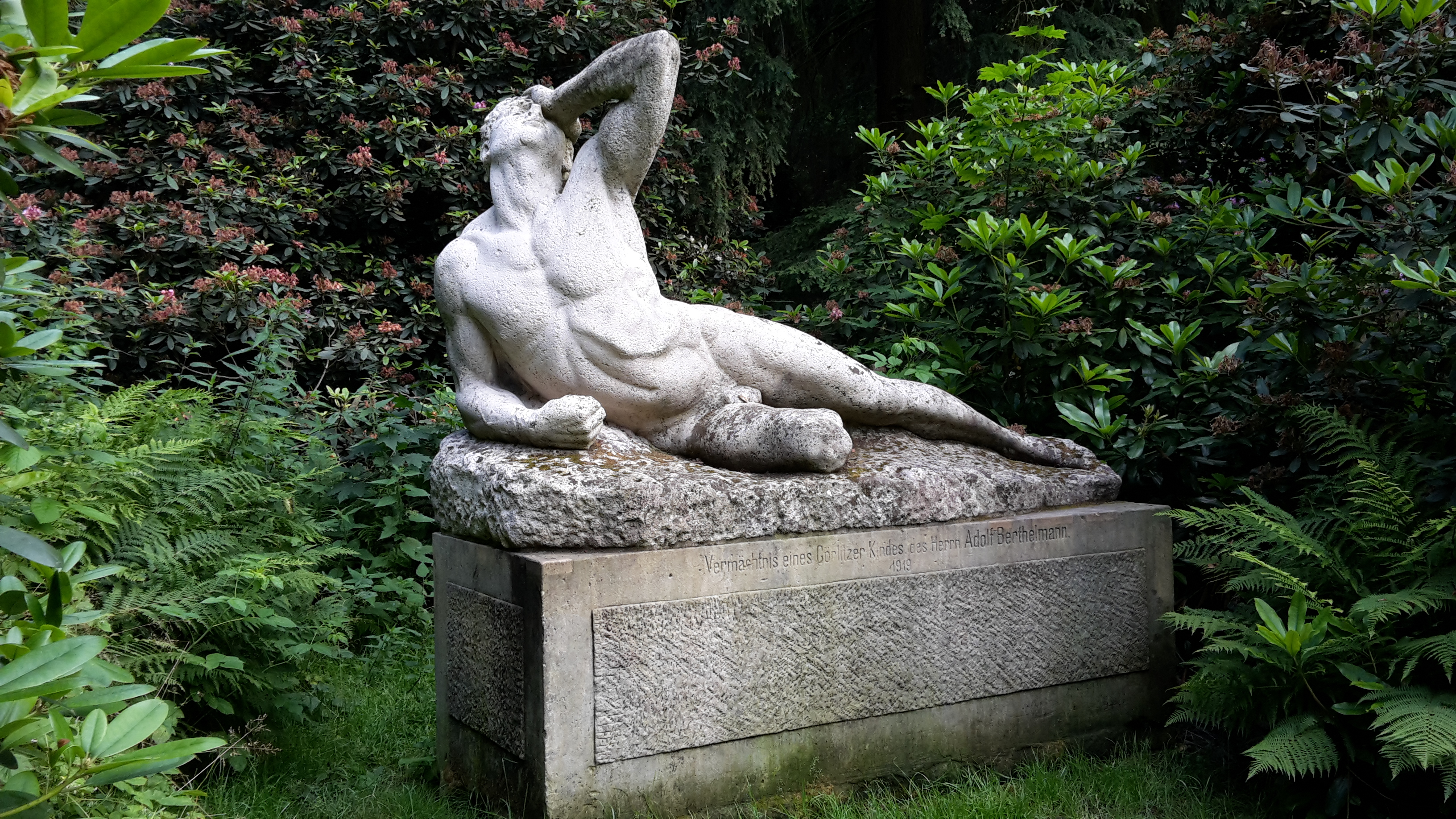
Скульптура «Умирающий воин» («Отчаяние») Рихарда Энгельманна[нем.] в городском парке[нем.] в Гёрлице. Подарок князя Плесского городу в 1919 году, в память о личном секретаре своего отца Адольфе Бертельманне.